# Astragalus castetteri
Astragalus castetteri är en ärtväxtart som beskrevs av Rupert Charles Barneby. Astragalus castetteri ingår i släktet vedlar, och familjen ärtväxter. Inga underarter finns listade i Catalogue of Life.